# Skivika
Skivika este o localitate din comuna Fredrikstad și Sarpsborg, provincia Østfold, Norvegia, cu o suprafață de 0,48 km² și o populație de 1.117 locuitori (2013).